# Germans de la Sagrada Família de Belley
Els Germans de la Sagrada Família de Belley, en llatí Institutum Fratrum a Sancta Familia de Bellicio (en francès Institut des Frères de la Sainte-Famille de Belley) són una congregació laica masculina dedicada a l'ensenyament. Els seus membres posposen al seu nom les sigles F.S.F.

## Història
La congregació fou fundada per Gabriel Taborin (1799-1864), que recollí el suggeriment del bisbe Alexandre-Raymond Devie, de Belley (considerat cofundador), d'organitzar una confraria de docents que donessin educació cristiana a les regions rurals de França, mancades d'escoles i on la pràctica religiosa havia disminuït arran de la Revolució francesa. El 1829 va començar la formació dels futurs mestres i el 5 de juliol de 1835 van prendre l'hàbit els primers novicis; el germà Gabriel Taborin professà els vots solemnes el 3 de novembre de 1838. a Belmont-Luthézieu (Ain)
Va rebre el suport de Jean-Marie Vianney, rector d'Ars-sur-Formans, que confià a la nova congregació l'escola parroquial i els va fer de director espiritual. L'institut va rebre l'aprovació pontifícia de Gregori XVI el 28 d'agost de 1841 i fou aprovada com a "institut de servei públic" pel rei Carles Albert I de Sardenya el 31 de maig de 1842; en 1874, el govern francès també la declarà d'utilitat pública. Les constitucions foren aprovades definitivament el 1936.
El primer capítol general va tenir lloc el 1852, adoptant les constitucions que foren aprovades en 1858. En 1854 marxaren els primers germans als Estats Units, i el 1889 a l'Uruguai (Montevideo). En 1901 arribaren a Tunísia, on obriren un col·legi i una escola d'agricultura. La majoria de germans marxaren de França en 1903, arran del control del govern sobre l'educació religiosa privada, i s'establiren a Itàlia, Argentina (1908) i Espanya (1909).

## Activitat i difusió

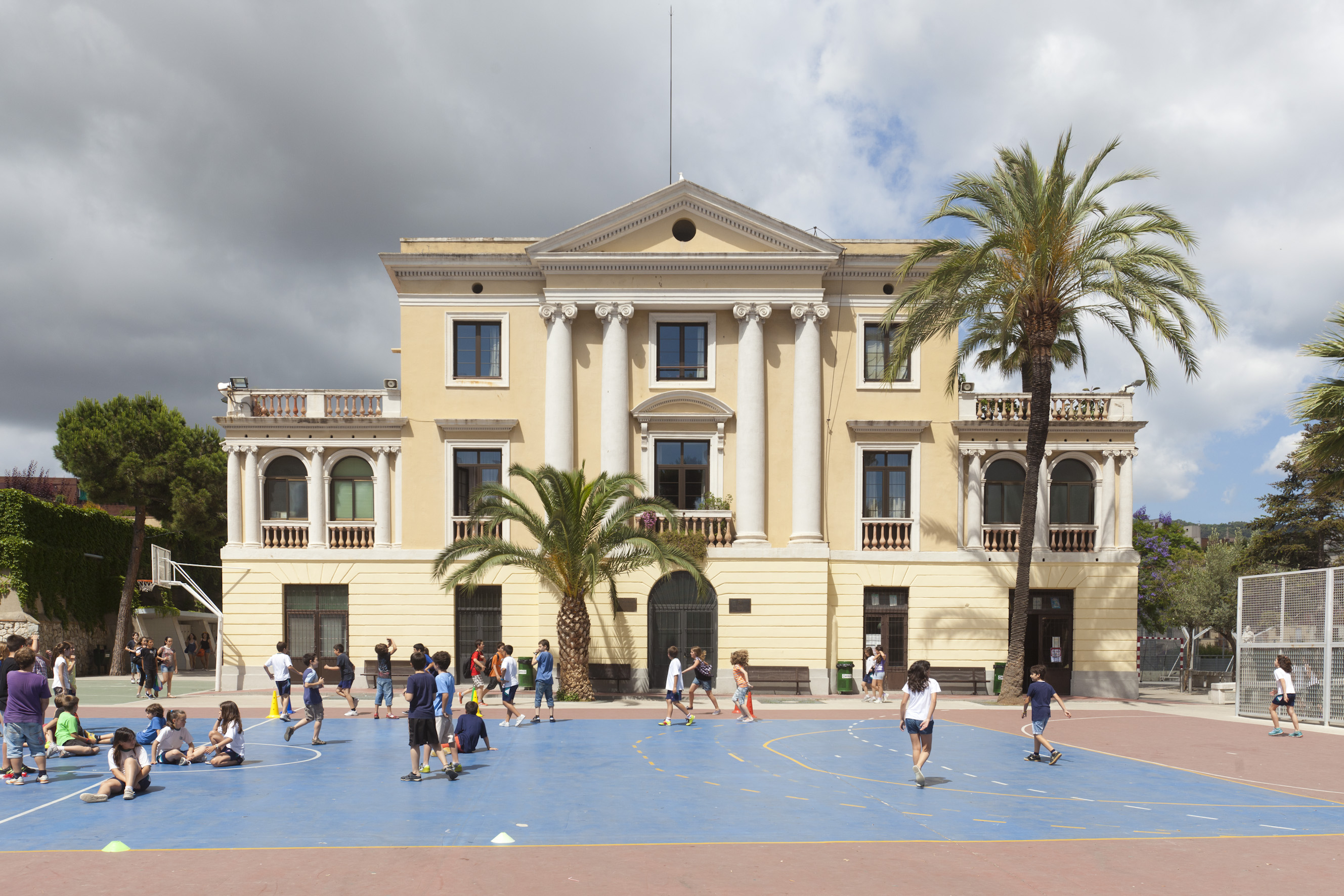
Can Carabassa (Horta, Barcelona), seu del primer col·legi dels germans a Catalunya.

Els Germans de la Sagrada Família es dediquen a l'ensenyament cristià dels joves, en primària i secundària, i a l'apostolat.
Són presents a Europa (França, Itàlia, Espanya), Àfrica (Benin, Burkina Faso, Costa d'Ivori), Amèrica (Argentina, Brasil, Colòmbia, Equador, Mèxic, Uruguai) i Àsia (Filipines, Índia). La seu general és a Roma.
En acabar 2005, l'institut tenia 64 cases i 315 membres, 5 dels quals eren preveres.